# Daniel Bintz
Daniel Bintz (né le 11 octobre 1970) est un coureur cycliste luxembourgeois. Il est le fils de Robert Bintz, cycliste professionnel dans les années 1950.

## Palmarès sur route

### Par années
- 1997
  -  Champion du Luxembourg sur route
- 2004
  - 2e du Grand Prix François-Faber
- 2005
  -  Champion du Luxembourg élites sans contrat
  - 2e du championnat du Luxembourg du contre-la-montre élites sans contrat
  - 3e du championnat du Luxembourg du contre-la-montre
- 2008
  - 3e du championnat du Luxembourg élites sans contrat
  - 3e du championnat du Luxembourg du contre-la-montre élites sans contrat
  - 3e du championnat du Luxembourg du contre-la-montre
- 2009
  - Grand Prix Marco Schwan

### Classements mondiaux
| Année           | 2005 |
| --------------- | ---- |
| UCI Europe Tour | 746e |

## Palmarès en cyclo-cross
- 1998-1999
  -  Champion du Luxembourg de cyclo-cross